# مانی شارما
مانی شارما (انگلیسی: Mani Sharma؛ زادهٔ ۱۱ ژوئیهٔ ۱۹۶۴) موسیقی‌دان و آهنگساز فیلم اهل هند است. وی از سال ۱۹۹۲ میلادی تاکنون مشغول فعالیت بوده است.
وی همچنین برندهٔ جوایزی همچون جایزه فیلم‌فیر جنوب شده است.

## فیلم‌شناسی
- شیر
- بیلا
- استالین
- سبک
- پوکیری
- ایندرا
- جوانی
- ایشمارت شانکار
- پاراما ویرا چاکرا
- میل، میل است